# Hazel Green (Wisconsin)
Hazel Green è un villaggio degli Stati Uniti d'America, appartenente alla contea di Grant e a quella di Lafayette, nello Stato del Wisconsin. Nel censimento del 2000 la popolazione era di 1.183 abitanti.